# Mokka (Jemen)
Mokka (Arabisch: المخا, Al-Mokha of Al-Mukha) is een havenstad in Jemen, aan de Rode Zee, vooral bekend om de koffiesoort mokka die naar de stad is vernoemd. In 1994 had de stad 10.355 inwoners.

## Geschiedenis
Mokka werd gesticht in de 14e eeuw. Van de 15e tot de 17e eeuw was het de belangrijkste handelsplaats voor koffie ter wereld. Tot de dag van vandaag staan de mokkakoffiebonen bekend om hun sterke, cacao-achtige smaak. De Vereenigde Oostindische Compagnie (VOC) had een factorij (handelspost) in Mokka. Ook de Britten, Fransen en Denen hadden handelsposten in de stad.
De stad behoorde tot het Ottomaanse Rijk tot zij in 1636 een onafhankelijke staat werd. Van 1849 tot 1918 hadden de Ottomanen de stad opnieuw in handen.
Mokka had een monopolie op de koffiehandel tot de VOC eind 17e eeuw enkele koffieplantjes Jemen uitsmokkelde en hiermee begon te kweken op Java. Met de opkomst van de koffieplantages in Azië en Zuid-Amerika begon de neergang van de stad. In 1839 verplaatsten de Britten hun regionale hoofdkwartier van Mokka naar Aden, gevolgd door andere Europese naties.
Tot de 19e eeuw diende Mokka als haven van de Jemenitische hoofdstad Sanaa. Vandaag de dag is Mokka een onbeduidende haven, en heeft Aden de rol overgenomen van belangrijkste havenstad in Jemen.

## Afbeeldingen

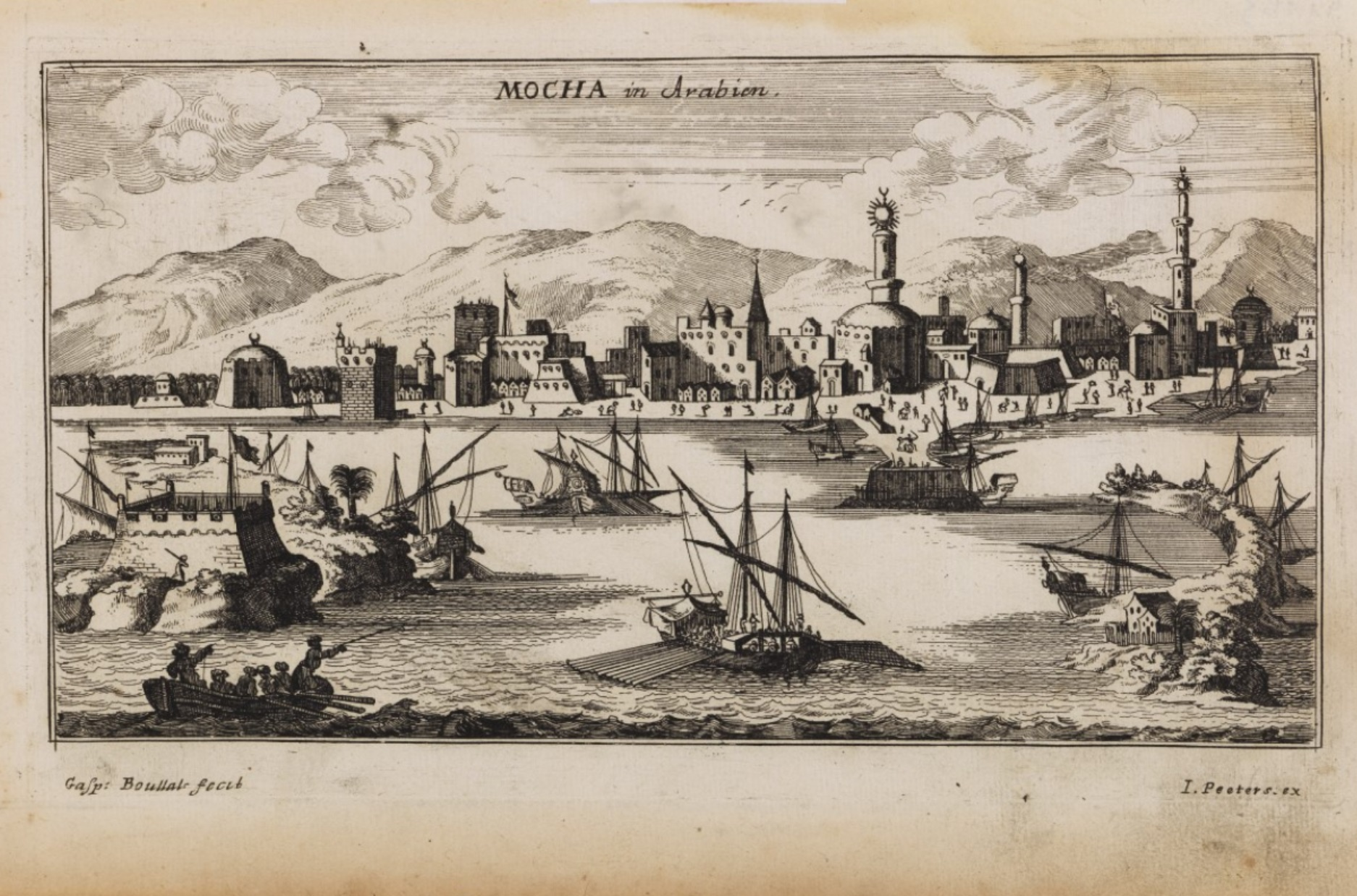
Kopergravure van Mokka, 1692
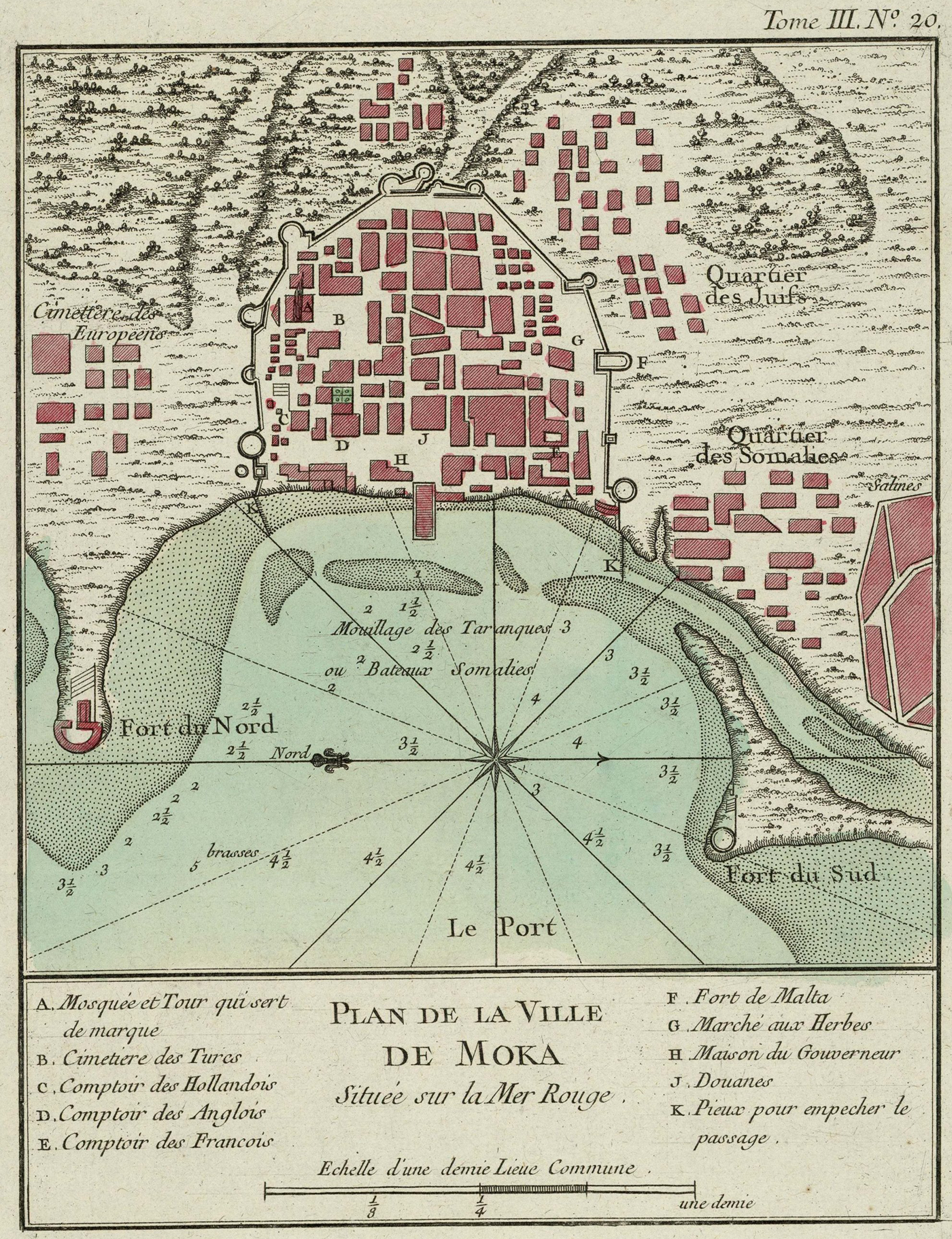
Kaart van Mokka, 1764
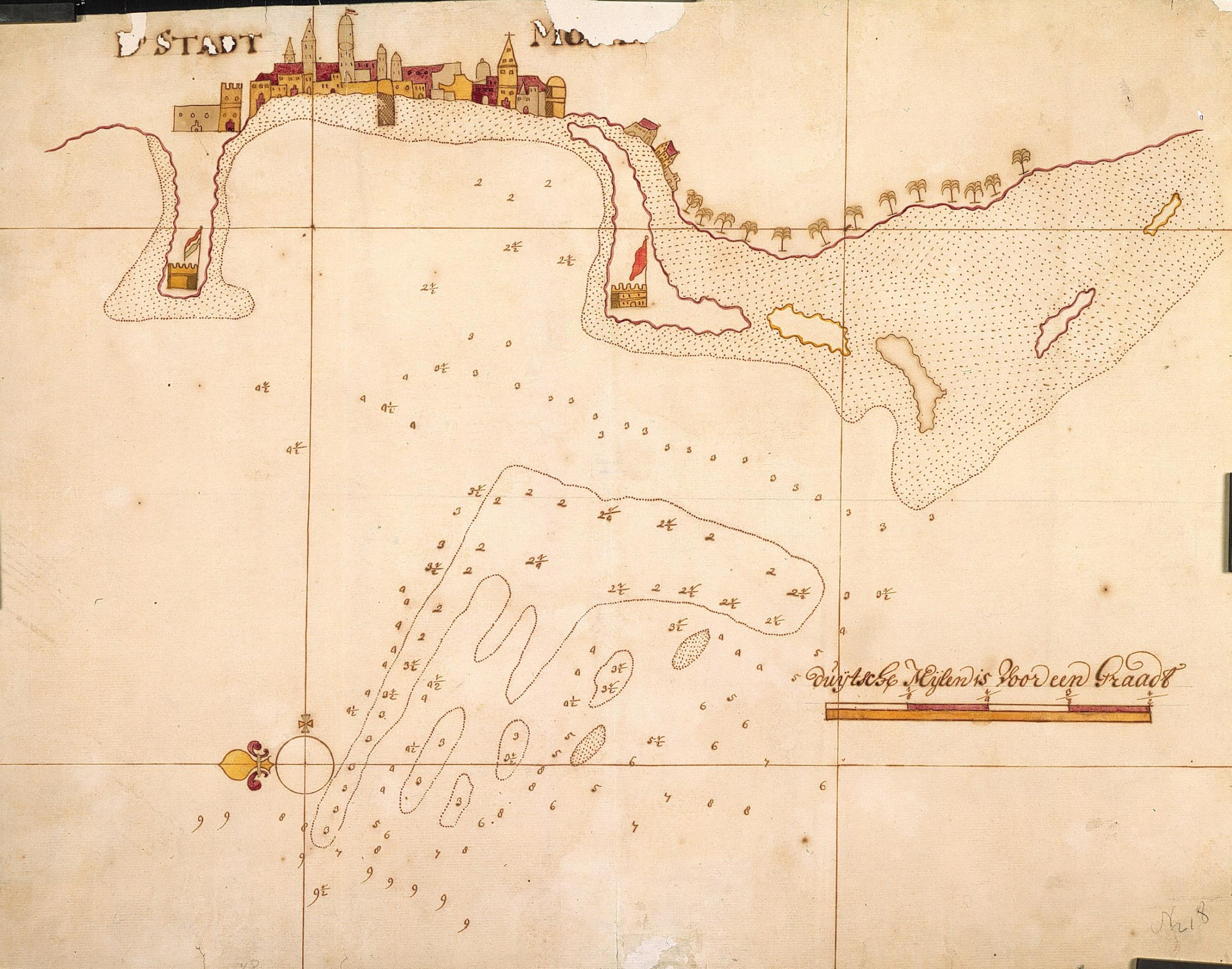
Gezicht op Mocha